# Wolfenschiessen
Wolfenschiessen é uma comuna da Suíça, no Cantão Nidwald, com cerca de 2.013 habitantes. Estende-se por uma área de 92,76 km², de densidade populacional de 22 hab/km². Confina com as seguintes comunas: Beckenried, Dallenwil, Engelberg (OW), Innertkirchen (BE), Isenthal (UR), Kerns (OW), Oberdorf.
A língua oficial nesta comuna é o Alemão.